# Mroczków Gościnny
Mroczków Gościnny (prononciation [ˈmrɔt͡ʂkuf ɡɔɕˈt͡ɕinnɨ]) est un village de la gmina d'Opoczno, du powiat d'Opoczno, dans la voïvodie de Łódź, situé dans le centre de la Pologne.
Il se situe à environ 10 kilomètres à l'est d'Opoczno (siège de la gmina et du powiat) et 80 kilomètres au sud-est de Łódź (capitale de la voïvodie).
Sa population s'élevait approximativement à 800 habitants en 2006.

## Administration
De 1975 à 1998, le village était attaché administrativement à l'ancienne voïvodie de Piotrków.

Depuis 1999, il fait partie de la nouvelle voïvodie de Łódź.